# Cultura tiki

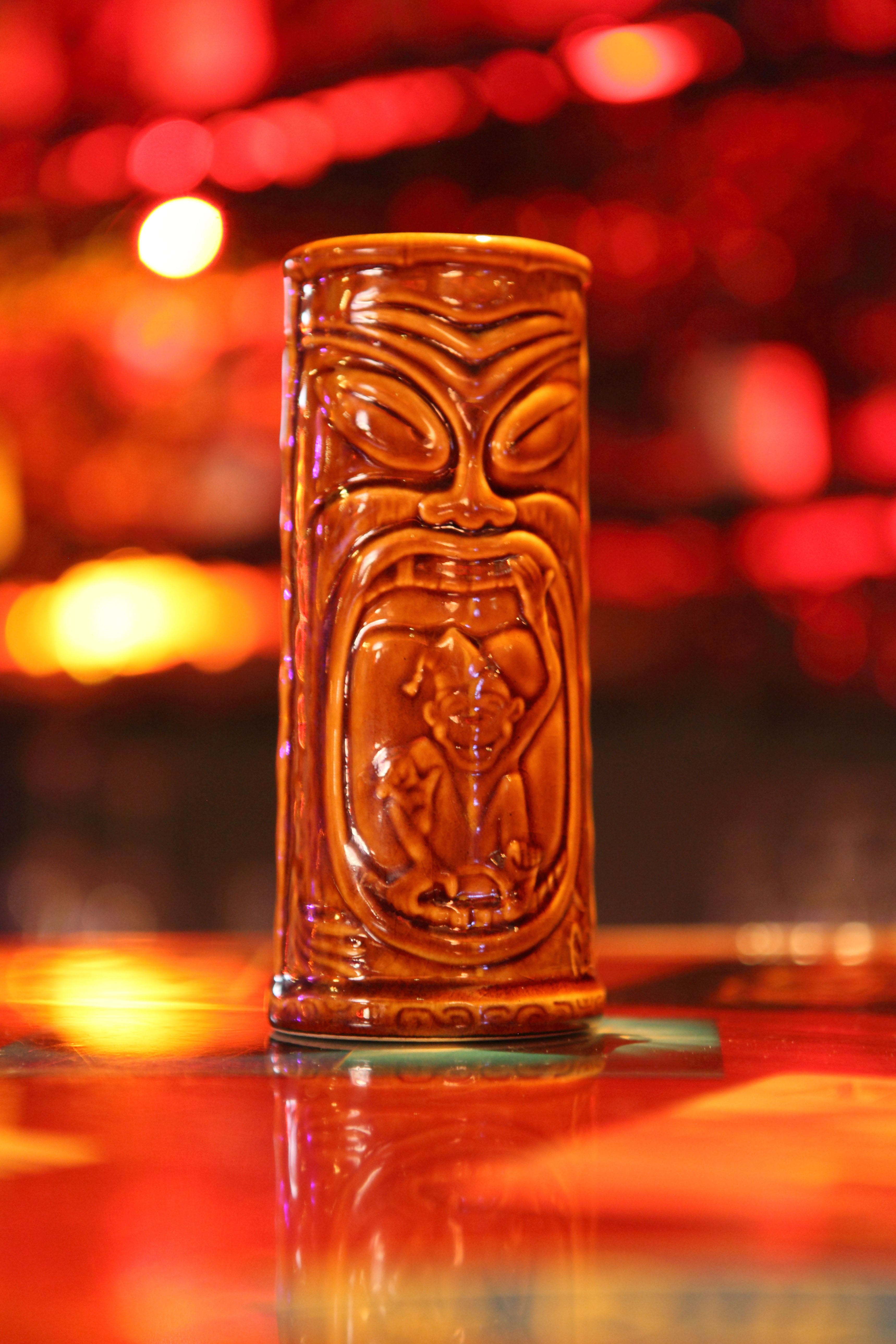
Taza Tiki del Purple Orchid Exotic Tiki Lounge (California, EE. UU.)

La cultura tiki es una cultura surgida en los años 30 en Estados Unidos, inspirada en la cultura de las islas de la Polinesia. Se asocia sobre todo con un tipo de bares donde se sumerge a los usuarios en la cultura polinésica a través de ambientación, música y cócteles exóticos.

## Historia
Comenzó en 1934 en Estados Unidos con la apertura de Don The Beachcomber, un bar temático sobre la Polinesia. El dueño era Ernest Raymond Beaumont-Gantt, un joven de Luisiana que había navegado por todo el Sur del Pacífico. En el bar servían cócteles exóticos a base de ron con una decoración de antorchas de fuego, muebles de mimbre y telas de colores brillantes.
En 1937, Víctor Bergeron, más conocido como Trader Vic, adoptó el estilo para su restaurante en Oakland, que con el tiempo creció hasta convertirse en una cadena en todo el mundo.
Gran parte del éxito de estos bares se debió a los cócteles, que tenían como ingrediente principal el ron y se servían en jarras con forma de tiki. Algunos ingredientes todavía hoy son desconocidos, ya que nunca se supieron las recetas originales.

## Cócteles
Entre los cocteles Tikis más famosos se encuentran: Mai Tai, Zombie, Fogcutter, Navy Grog, Chief Lapu Lapu, Painkiller y el Suffering Bastard.